# Heiko Balz
Heiko Balz (* 17. September 1969 in Burg (bei Magdeburg)) ist ein ehemaliger deutscher Ringer.

## Werdegang
Heiko Balz begann als Jugendlicher im Jahr 1976 in Potsdam mit dem Ringen. Wegen seiner guten Perspektiven wurde er 1983 an die Kinder- und Jugendsportschule nach Luckenwalde delegiert. Dort wurde er bei der SG Dynamo Luckenwalde bzw. dem 1. Luckenwalder SC von verschiedenen Trainern zum Freistilringer  ausgebildet. Bereits im Jahr 1987 begann seine internationale Ringerlaufbahn mit einem Start bei der Junioren-Weltmeisterschaft in Katowice. Dort belegte er in der Klasse bis 88 kg Körpergewicht den 9. Platz, aber schon im nächsten Jahr kam er bei der Junioren-Europameisterschaft in Wałbrzych/Polen auf den 3. Platz und 1989 wurde er in Ulaanbaatar sogar Junioren-Weltmeister.
1990 startete er bei der Europameisterschaft in Posen erstmals bei den Senioren und verpasste mit einem 4. Platz nur knapp die Medaillenränge durch eine Niederlage gegen den späteren Europameister Arawat Sabejew aus der Sowjetunion, gegen den er 10 Sekunden vor Ende des Kampfes noch geführt hatte. Im Kampf um den 3. Platz unterlag er Mahmut Demir aus der Türkei. Bei der Weltmeisterschaft des gleichen Jahres in Tokio startete die DDR letztmals als eigenständige Mannschaft. Heiko Balz war wieder im Schwergewicht am Start, kam aber wegen einer frühen Niederlage gegen Demir nicht unter die besten zehn Ringer seiner Gewichtsklasse.
Bei den nächsten sieben internationalen Meisterschaften, an denen er teilnahm, gewann er immer eine Medaille. 1991 war es sowohl bei der Europameisterschaft in Stuttgart als auch bei der Weltmeisterschaft in Warna die Bronzene. 1992 war es bei der Europameisterschaft in Kaposvár die silberne Medaille und auch bei den Olympischen Spielen in Barcelona gewann er die Silbermedaille. Beide Male verlor er dabei gegen den sowjetischen Freistilkünstler Leri Chabelowi nach Punkten. In Kaposvár mit 0:4 und in Barcelona mit 1:2.
Für den Gewinn der Silbermedaille 1992 erhielt er am 23. Juni 1993 das Silberne Lorbeerblatt.
Ab 1993 startete der eingebürgerte Arawat Sabejew für Deutschland auch im Schwergewicht, so dass Heiko Balz in den folgenden Jahren mit Arawat Sabejew ständig um den Startplatz bei den internationalen Meisterschaften kämpfen musste. In einem Jahr war Arawat Sabejew etwas stärker als Heiko Balz, im nächsten umgekehrt. Im Jahr 1993 war Heiko Balz nur bei der Weltmeisterschaft in Toronto am Start und gewann die Bronzemedaille. Im Poolfinale verlor er wieder gegen Leri Chabelowi.
Im Jahr 1994 wurde er in Rom Vizeeuropameister, wobei er im Endkampf bei einem Punktestand von 2:2 durch Kampfrichterentscheid gegen Marek Garmulewicz aus Polen verlor. In seinem ersten Poolkampf schulterte er bei dieser Meisterschaft David Musuľbes aus Russland. Im Herbst des Jahres 1994 startete Sabejew bei der Weltmeisterschaft und wurde prompt Weltmeister. 
Im Jahr 1995 war deshalb Arawat Sabejew bei den intern. Meisterschaften am Start. Im Jahr 1996 trainierte Heiko Balz viele Kilos ab, um im Halbschwergewicht (bis 90 kg Körpergewicht) starten zu können. Bei der Europameisterschaft in Budapest wurde wieder Vizeeuropameister. Auch bei dieser Meisterschaft besiegte er mit Macharbek Chadarzew einen russischen Weltmeister. Bei den Olympischen Spielen des gleichen Jahres in Atlanta gewann er zwar über Renney aus Australien, unterlag aber in den folgenden Kämpfen gegen Dschumblat Tedejew, einem für die Ukraine startenden Osseten, und gegen Islam Bayramuchow aus Kasachstan und landete auf dem 12. Platz.
Bei den folgenden internationalen Meisterschaften konnte er sich nicht mehr in den Medaillenrängen platzieren, erreichte aber auf anderen internationalen Turnieren noch einige Ergebnisse.
Nach dem Jahr 2000 beendete Heiko Balz seine internationale Ringerlaufbahn. Er gehörte während seiner aktiven Zeit einer Sportfördereinheit der Bundeswehr an und studierte Betriebswirtschaft. Heute ist er in einem Industrieunternehmen tätig.

## Internationale Meisterschaften
(OS = Olympische Spiele, WM = Weltmeisterschaft, EM = Europameisterschaft, F = Freistil, Hs = Halbschwergewicht, bis 1996 bis 90 kg und ab 1997 bis 97 kg Körpergewicht, S = Schwergewicht, bis 1996 bis 100 kg Körpergewicht)
- 1987, 9. Platz, Junioren-EM in Katowice, F, bis 88 kg Körpergewicht, Sieger: Oleg Rudnik, UdSSR vor Josef Palatinus, Rumänien;
- 1988, 3. Platz, Junioren-EM in Wałbrzych/Polen, G, Hs, hinter Dschambulat Tedejew, UdSSR, und Veselin Christow, Bulgarien, und vor Milan Mazac, CSSR, und Alexanru Koteles, Rumänien;
- 1989, 1. Platz, Junioren-WM in Ulaanbaatar, F, S, vor Mahmut Demir, Türkei, Konstantin Alexandrow, UdSSR, und Ideal Stevens, Kuba;
- 1990, 4. Platz, EM in Posen, F, S, hinter Arawat Sabejew, UdSSR, Andrzej Radomski, Polen, und Demir und vor Stojan Nenchew, Bulgarien, und Sandor Kiss, Ungarn;
- 1990, 11. Platz, WM in Tokio, F, S, Sieger: Leri Chabelowi, UdSSR, vor Nenchew und Kirk Trost, USA;
- 1991, 3. Platz, EM in Stuttgart, F, S, hinter Ali Kayalı, Türkei, und Andrei Golowko, UdSSR, und vor Radomski, Kostas Avramis, Griechenland, und Kiss;
- 1991, 3. Platz, WM in Warna, F, S, hinter Chabelowi und Mark Coleman, USA, und vor Kim Tae-woo, Korea, Kiss und Radomski;
- 1992, 2. Platz, EM in Kaposvár, F, S, hinter Chabelowi und vor Kayalı, Kiss, Arvi Aavik, Estland, und Petros Bourdoulis, Griechenland;
- 1992, Silbermedaille, OS in Barcelona, F, S, hinter Chabelowi und vor Kayalı, Kim Tae-woo, Radomski und Subash Verma, Indien;
- 1993, 2. Platz, „Alexander-Medwed“-Turnier in Minsk, F, S, hinter Arawat Sabejew, Deutschland, und vor Mark Kerr, USA, Sjarhej Demtschenka und Igor Bojartschuk, beide Belarus;
- 1993, 3. Platz, WM in Toronto, F, S, hinter Chabelowi und Kayalı und vor Kim Tae-woo, Alexander Petschipurenko, Ukraine, und Milan Mazac, Slowenien;
- 1994, 2. Platz, EM in Rom, F, S, hinter Marek Garmulewicz, Polen, und vor Kayalı, Netschipurenko, Gabor Toth, Ungarn, und Aavik;
- 1996, 2. Platz, EM in Budapest, F, Hs, hinter Eldari Luka Kurtanidse, Georgien, und vor Sagid Murtasalijew, Ukraine, Robert Kostecki, Polen, Kalojan Baew, Bulgarien, und Macharbek Chadarzew, Russland;
- 1996, 12. Platz, OS in Atlanta, F, Hs, Sieger: Rasoul Khadem, Iran, vor Chadarzew, Kurtanidse, Josef Lohyna, Tschechien, Tedejew und Victor Kodei, Nigeria;
- 1997, 3. Platz, World-Military-Games, F, Hs, hinter Abdul Reza Karegar, Iran, und Nikolai Talegin, Russland;
- 1997, 4. Platz, „Dan-Kolew“-Turnier in Sofia, F, Hs, hinter Shizad Sedighi, Iran, Talegin und Ahmet Doğu, Türkei, und vor Baew;
- 1997, 2. Platz, Baltic-Sea-Games in Šiauliai/Litauen, F, Hs, hinter Arawat Sabejew und vor Semartow, Russland;
- 1998, 6. Platz, EM in Bratislava, F, Hs, hinter Kurtanidse, Garmulewicz, Aftandil Xanthopoulos, Griechenland, Wadym Tassoew, Ukraine, und Andrei Ermenko, Belarus;
- 1998, 1. Platz, „Dan-Kolew“-Turnier in Sofia, F, Hs, vor Dolgorsoren Sambaitor, Mongolei, und Sergei Kowalewski, Russland;
- 1998, 7. Platz, WM in Teheran, F, Hs, hinter Abbas Jadidi, Iran, Garmulewicz, Kuramagomed Kuramagomedow, Russland, Wadym Tassoew, Ukraine, Melvin Douglas, USA, und Kurtanidse;
- 1999, 2. Platz, World-Cup-Turnier in Spokane, F, Hs, hinter Alireza Heidari, Iran, und vor Wilfredo Morales, Kuba, J. Mc Grew, USA, Sabejew und Dean Schmeichel, Kanada;
- 1999, 1. Platz, Großer Preis der BRD, F, Hs, vor Schmeichel, Abedanotz Schemarow, Russland, Jörg Gstöttner, Deutschland, und Dehestani Masud, Iran;
- 1999, 7. Platz, EM in Minsk, F, Hs, hinter Kuramagomed Kuramagomedow, Wadym Tassoew, Kurtanidse, Juris Janovics, Lettland, Dogu und Marin Lazarow, Bulgarien;
- 1999, 10. Platz, WM in Ankara, F, Hs, Sieger: Murtazaliew vor Heidari und Garmulewicz;
- 2000, 2. Platz, Olympia-Qualifikationsturnier in Leipzig, F, Hs, hinter Tasojew und vor Schemarow, Bayramuchow und Mazac;
- 2000, 2. Platz, Olympia-Qualifikationsturnier in Alexandria, F, Hs, hinter Schemarow und vor Otto Aubeli, Ungarn, Jalal Baker, Syrien, und Isaac Mpia, Kamerun

## Deutsche Meisterschaften
- 1991, 1. Platz, F, S, vor Torsten Wagner, RWG Mömbris-Königshofen und Lars Petzold, Neckargartach,
- 1992, 1. Platz, F, S, vor Wagner und Klaus Schmitt, Rimbach,
- 1993, 2. Platz, F, S, hinter Arawat Sabejew, Schifferstadt, und vor Olaf Reichenbach, Jena,
- 1994, 1. Platz, F, S, vor Sabejew und Petzold,
- 1995, 2. Platz, F, S, hinter Sabejew und vor Dirk Winterfeldt, Mülheim-Styrum,
- 1996, 2. Platz, F, S, hinter Sabejew und vor Petzold,
- 1997, 2. Platz, F, Hs, hinter Sabejew und vor Ludwig Schneider, KSV Köllerbach,
- 1998, 1. Platz, F, Hs, vor Jürgen Stechele, Westendorf, und Ingo Manz, Witten,
- 1999, 1. Platz, F, Hs, vor Sabejew und Mesut Okcu, Aue,
- 2000, 1. Platz, F, Hs, vor Klaus Schmitt, Großostheim, und Kai Schmitt, Rimbach